# Rhaskuporis I.
Rhaskuporis I. (Namensformen: griechisch: Ῥασκούπορις, Ῥασκύπορις u. a.; lateinisch: Rhascypolis, Rhascipolis u. a.) war ein im 1. Jahrhundert v. Chr. lebender König der sapäischen Dynastie in Thrakien.

## Leben
Rhaskuporis I. war vielleicht das erste den Königstitel führende Mitglied der Sapäer-Dynastie. Er war ein Sohn des Kotys, dem er gemeinsam mit seinem Bruder Rhaskos in der Regierung folgte. Im römischen Bürgerkrieg zwischen Caesar und Pompeius (49–48 v. Chr.) stand Rhaskuporis I. auf der Seite des Pompeius, dem er bei Dyrrhachium eine Verstärkung von 200 Reitern zuführte.
Daraufhin wird Rhaskuporis I. erst wieder 43 v. Chr. erwähnt, als er sich in dem auf Caesars Tod folgenden römischen Bürgerkrieg der Partei der Caesarmörder anschloss. Er unterstützte damals Brutus bei der Unterwerfung des thrakischen Stammes der Besser und stieß im folgenden Jahr 42 v. Chr. mit einer Hilfstruppe von 3000 Reitern zur Armee der Caesarmörder, die der von den Triumvirn Marcus Antonius und Octavian angeführten Heeresmacht entgegenzog. Rhaskuporis’ Bruder Rhaskos verstärkte hingegen mit einem gleich großen Truppenkontingent die Streitkräfte der Triumvirn. Laut Appian war dies ein kluger Schachzug der beiden Brüder, den sie schon vor der Ankunft der verfeindeten römischen Bürgerkriegsparteien mit deren jeweiligen großen Heeren vereinbart hatten: jener Bruder, der sich der siegreichen Partei angeschlossen hatte, sollte dann für seinen auf der Verliererseite stehenden Bruder um Gnade bitten.
Bei der Umgehung der Pässe östlich von Philippi war die Ortskenntnis des Rhaskuporis I. für Brutus und Cassius von wertvoller Hilfe. Deren Truppen konnten bei ihrem Vormarsch zunächst die Vorhut des Antonius aus einer von dieser bezogenen Passstellung hinausmanövrieren, woraufhin sich die Vorhut in eine weiter rückwärts gelegene, schwer zu erobernde neue Höhenstellung zurückzog. Doch Rhaskuporis führte ein Truppenkontingent unter Brutus’ Stiefsohn Lucius Calpurnius Bibulus auf ungangbar geltenden Bergwegen in anfangs nördlicher, dann westlicher Richtung in einem viertägigen Marsch nach Philippi. Auf der anderen Seite ermöglichte Rhaskos dem gegnerischen Voraustrupp die Flucht nach Amphipolis. Nachdem die Doppelschlacht bei Philippi (Oktober/November 42 v. Chr.) mit einem Sieg der Triumvirn geendet hatte, setzte sich der auf deren Seite kämpfende Rhaskos wie vereinbart und auch erfolgreich für die Schonung seines Bruders Rhaskuporis ein. Dieser verschwindet danach aus den Geschichtsquellen.
Ansonsten ist von Rhaskuporis I. nur noch bekannt, dass er einen ihm in der Herrschaft nachfolgenden Sohn namens Kotys hatte und Bronzemünzen herausgab, auf denen er den Königstitel (Basileus) führt.